# Peltonova turbína

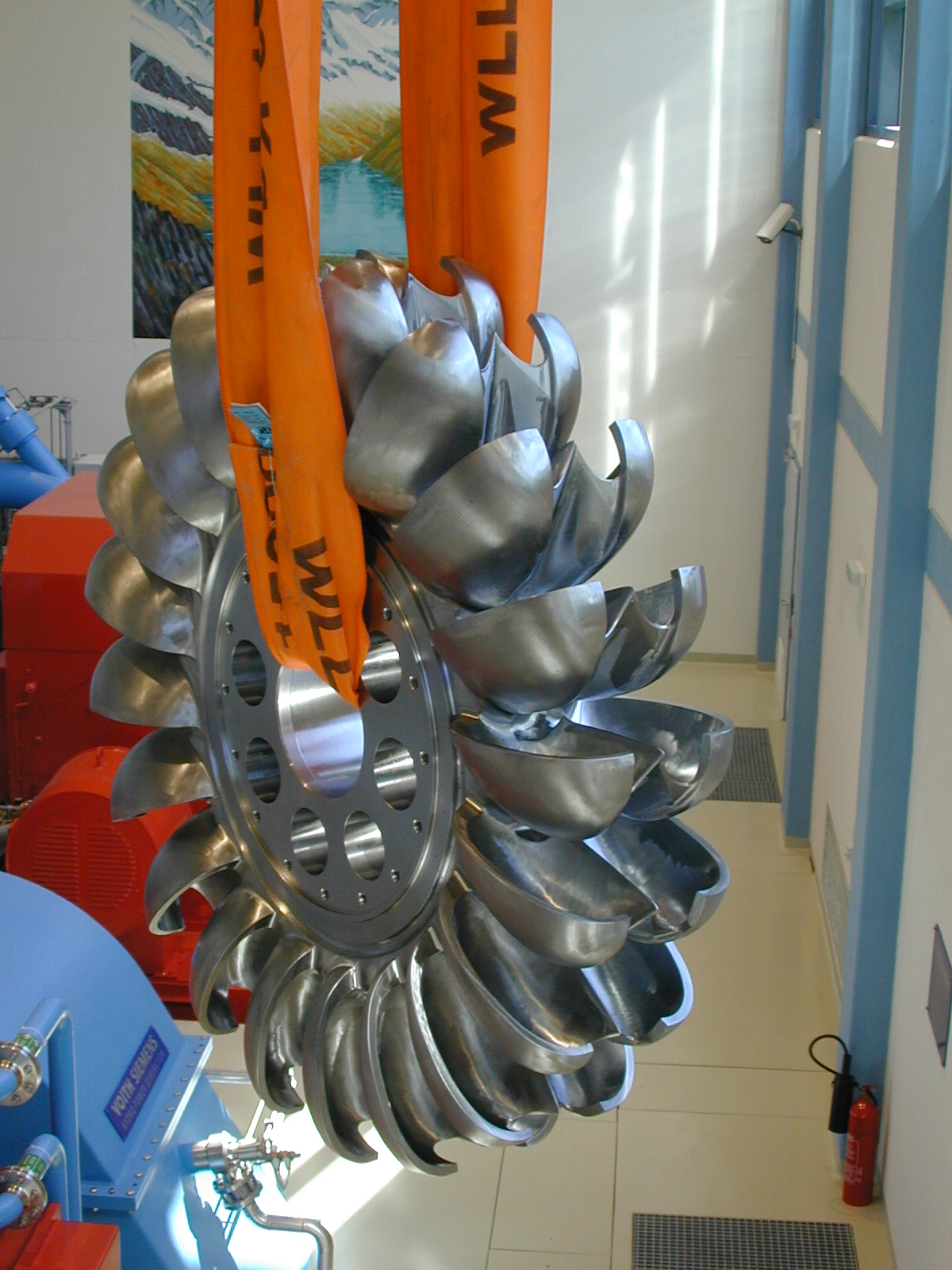
Peltonova turbína

Peltonova turbína je rovnotlaká turbína s parciálním tangenciálním ostřikem. Účinnost u malé turbíny je 80 až 85 %, u velké 85 až 95 %. Peltonova turbína byla vynalezena Lesterem Allanem Peltonem (1829–1908) v roce 1880.

## Popis funkce
Peltonova turbína je tangenciální rovnotlakou turbínou. Voda proudí tečně na obvod rotoru pomocí trysek. Rozvaděčem je dýza na přívodním potrubí, z níž voda vystupuje kruhovým paprskem a dopadá na lopatky lžičkovitého tvaru. Každá z lopatek se postaví proti směru toku vody a tak otočí její směr. Výsledkem vzniklých sil je pohyb rotoru turbíny. Peltonova turbína je nejefektivnější v případě vysokého tlaku přívodní vody.

### Regulace
Průtok vody – a tím i výkon turbíny se reguluje změnou výtokového průřezu dýzy zasouváním regulační jehly. K posuvu jehly se většinou používá servomotor. Rychlý zásah regulace – snížení výkonu – se provádí odkloněním vodního paprsku.

## Aplikace
Peltonovy turbíny se používají pro vysoký spád vody a malý průtok. Jsou vyráběny ve všech možných velikostech. Pro použití v energetice se používá vertikální uložení a výkon až 200 MW. Nejmenší turbíny jsou veliké několik desítek centimetrů a používají se pro malé vodní elektrárny s velkým spádem. Rozsah použití je od 15 m až po 1800 m.

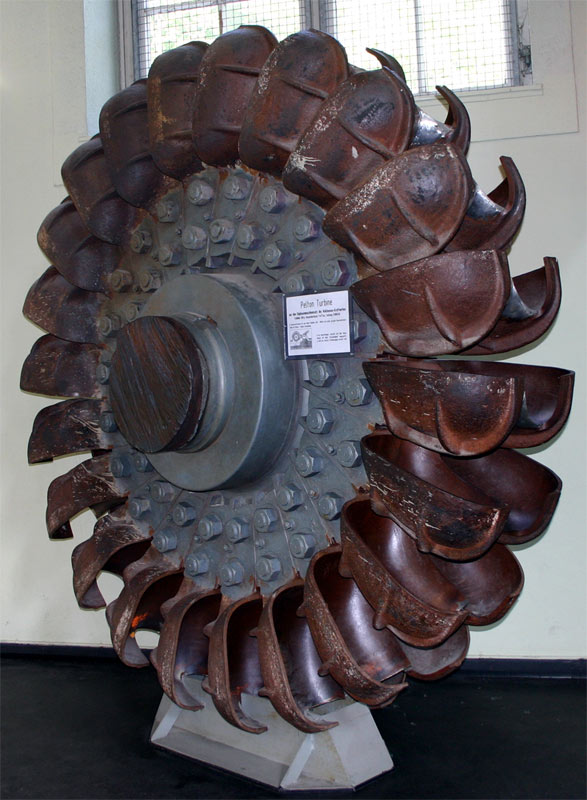
Peltonova turbína z Walchensee, Německo
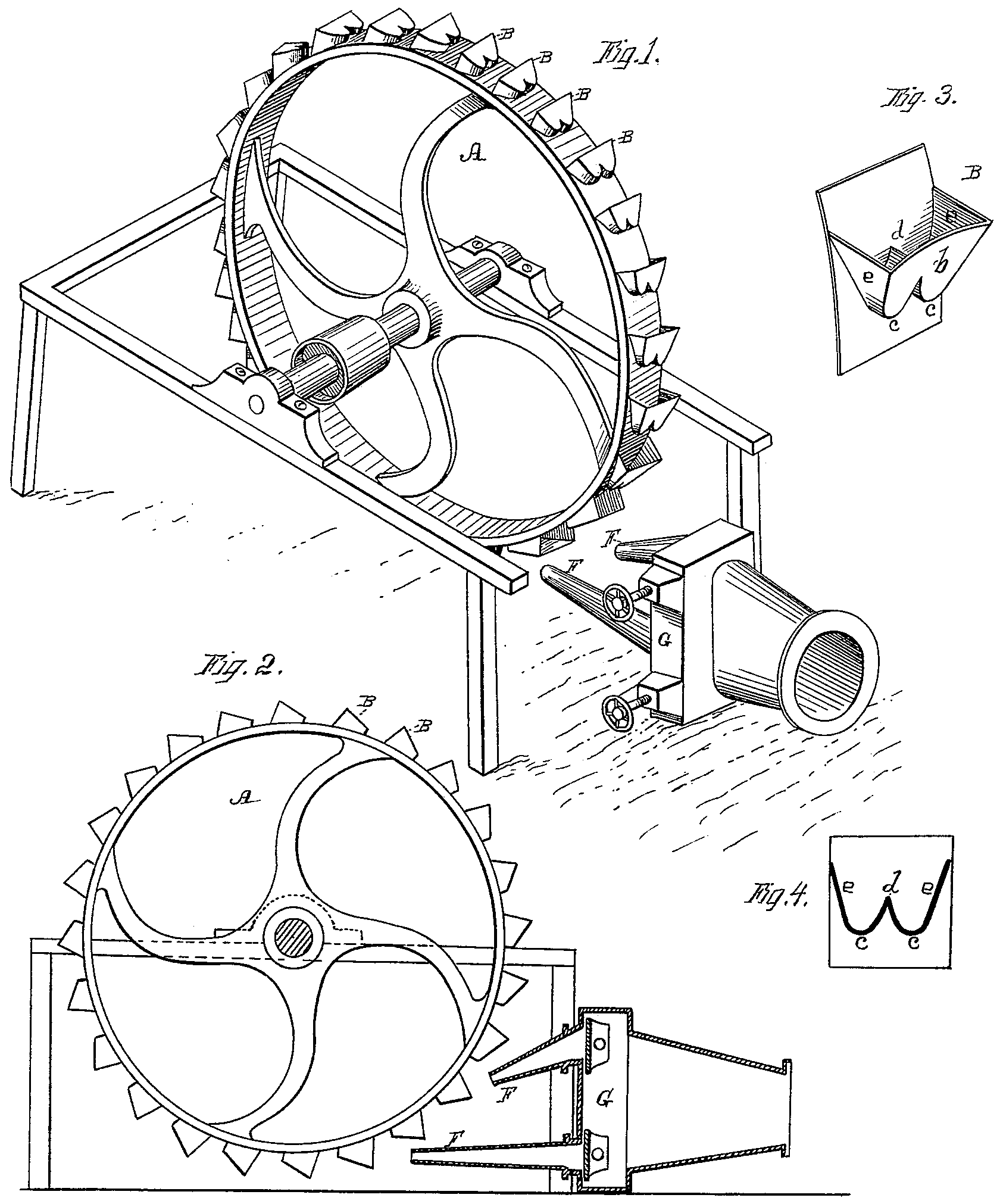
Originální Peltonův patent (říjen 1880)
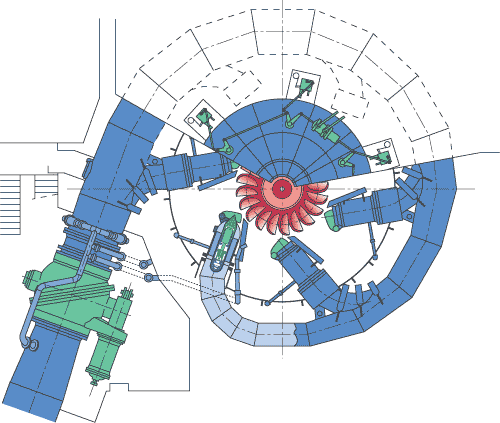
Půdorys instalace Peltonovy turbíny (courtesy Voith Siemens Hydro Power Generation)
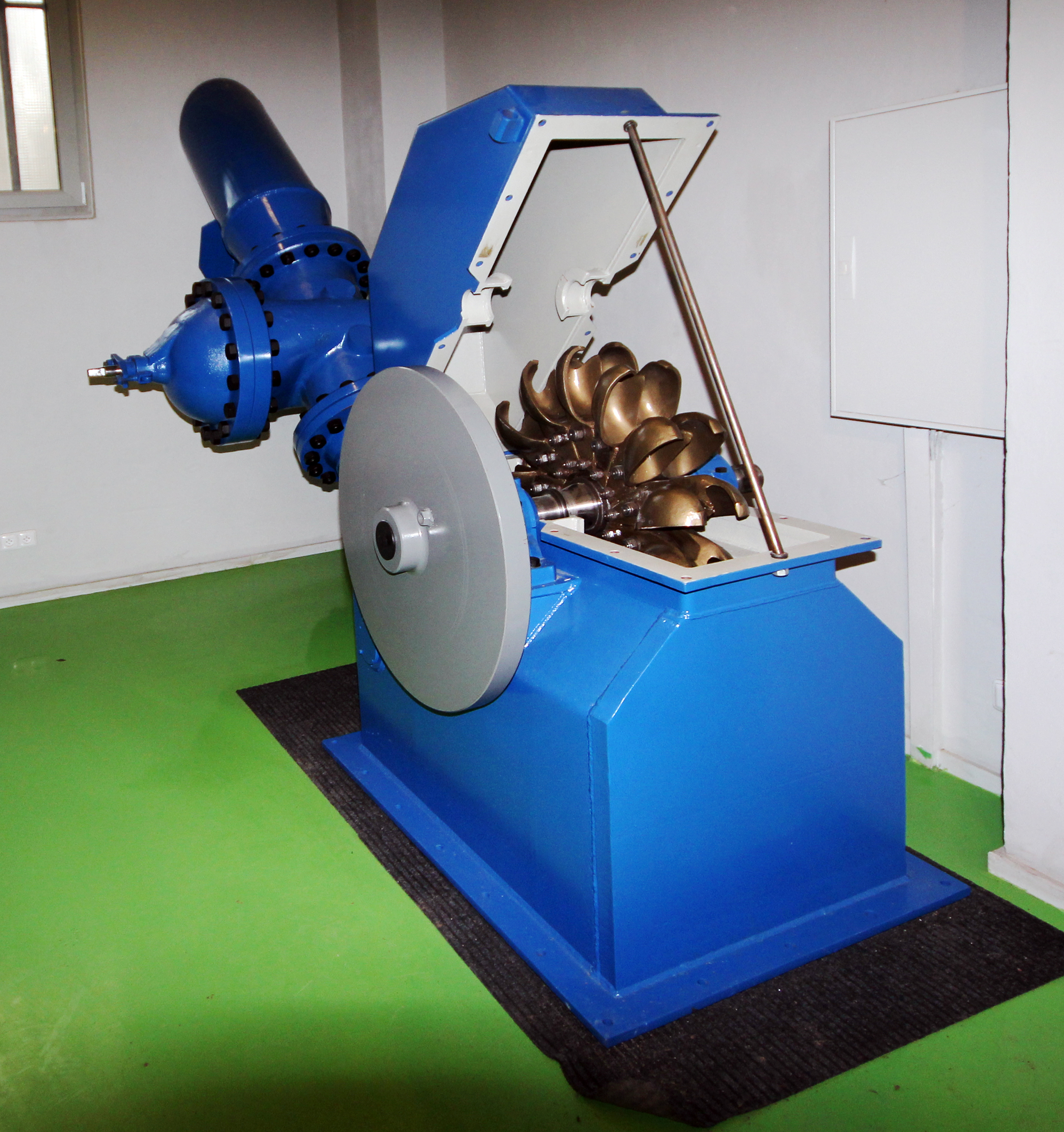
muzeum v malé vodní elektrárně Hučák v Hradci Králové